# Castillo de Rande
El castillo de Rande es una fortaleza del siglo XVII situada en el municipio gallego de Redondela, entre los pilares del puente de Rande.

## Historia
Fue construido a mediados del siglo XVII, dentro de los planes de fortificación de la ría de Vigo relacionados con las guerras contra Inglaterra y Portugal, junto a otras fortificaciones de la zona como las de San Sebastián y el Castro. Participó por primera vez en un conflicto bélico en octubre de 1702, durante la batalla de Rande, en la que fue artillada y defendida por varios cientos de soldados para hacer frente a la armada anglo-holandesa que amenazaba a la flota hispano-francesa. Desde esta fortificación se tendió una cadena hasta la otra orilla del estrecho para evitar la entrada de los barcos enemigos a la ensenada de San Simón. El castillo fue finalmente tomado por la infantería de Marina holandesa y destruido, como la flota que trataba de proteger.

### Destrucción y posterior recuperación
Parte de la fortificación fue destruida durante la construcción del puente de Rande, entre 1973 y 1978, quedando uno de los pilares del puente incrustado entre la muralla.
Con las obras de ampliación del puente entre 2015 y 2017, los restos arqueológicos, tras el informe realizado por la Dirección General de Patrimonio de la Junta de Galicia, son restaurados y consolidados. Además de la recuperación del castillo y la mejora del entorno, se espera que en un futuro se cree una senda que una los restos con el Centro de Interpretación de la Batalla de Rande (Meirande), inaugurado en noviembre de 2013.